# ناحیه سوات

منطقه زردرنگ منطقه سوات در داخل ایالت خیبر پختونخوا است.

ناحیه سوات، همچنین به‌عنوان دره سوات شناخته می‌شود، ناحیه‌ای در بخش ملاکند ایالت خیبر پختونخوا پاکستان است.
این ناحیه در ۱۶۰ کیلومتری اسلام‌آباد و در میان کوه‌های هندوکش واقع شده‌است.
مرکز شهرستان سوات شهر سیدو شریف است ولی بزرگ‌ترین شهر آن مینگوره نام دارد.
سوات تا پیش از سال ۱۹۶۹ میلادی یکی از امیرنشین‌های ایالت خیبر پختونخوا بود. زبان اکثریت مردم آن زبان پشتو است. و اکثر جمعیت سوات پشتو زبان هستند.
سوات به خاطر کوه‌های بلند، سبزه‌زارهای گسترده و دریاچه‌های با آب زلال، «سوئیس منطقه» نامیده می‌شود و پیش از این در میان گردشگران محبوبیت داشت.
جمعیت بخش سوات ۱٬۲۵۷٬۶۰۲ نفر (سال ۱۹۹۸) و مساحت آن ۵٬۳۳۷ کیلومتر مربع است.
گروه اسلام‌گرای طالبان، بیشتر این منطقه را در نوامبر ۲۰۰۸ به تصرف در آورد و امروزه قانون اسلامی بر آن حکم‌فرماست.
مولانا فضل‌الله، رهبر گروه مسلح اسلامگرا با نام «تحریک انفاذ شریعت محمدی» آموزش و پرورش دختران را در این منطقه ممنوع کرده‌اند و بیش از ۱۷۰ مدرسه و ساختمان دولتی را بمب‌گذاری کرده یا سوزانده‌اند.
«تحریک انفاذ شریعت محمدی» که در سال ۱۹۹۲ (۱۳۷۱ خورشیدی) با هدف اجرای قوانین اسلامی در پاکستان تأسیس شد، یکی از پنج سازمان بنیادگرای مذهبی آن کشور است.
یکی از فرماندهان محلی نیروهای طالبان در سال ۲۰۰۹ تهدید کرد هر دختری که از تاریخ پانزدهم ماه ژانویه (بیست و ششم دیماه آن سال) در دره سوات به مدرسه برود کشته خواهد شد.